# Liste der dörflichen Denkmalreservate in Tschechien
Die Liste der dörflichen Denkmalreservate in Tschechien (tschech. Vesnická památková rezervace) beinhaltet insgesamt 61 Gemeinden (Orte und Ortsteile), deren Dorfplätze oder Gebäude als dörfliches Denkmalreservat ausgewiesen sind. Die Schutzwürdigkeit ergibt sich aus dem besonderen historischen Verhältnis oder als Teil der umgebenden Landschaft des Ortes. Die Liste ist nach den Regionen (Kraj) gegliedert. Die Aufnahme der Orte in die Denkmalliste erfolgte im Jahr 1995.
| Kreis                                              | Wappen                  | Ort                                                                    | Jahr                    | Bild                    |
| Praha (Hauptstadt Prag)                            | Praha (Hauptstadt Prag) | Praha (Hauptstadt Prag)                                                | Praha (Hauptstadt Prag) | Praha (Hauptstadt Prag) |
| -------------------------------------------------- | ----------------------- | ---------------------------------------------------------------------- | ----------------------- | ----------------------- |
| Prag 13                                            |                         | Stodůlky (Prag-Stodulek)                                               | 1995                    |                         |
| Prag 6                                             |                         | Ruzyně (Prag-Rusin)                                                    | 1995                    |                         |
| Středočeský kraj (Mittelböhmische Region)          |                         |                                                                        |                         |                         |
| Kladno                                             |                         | Třebíz (Weißthurm)                                                     | 1995                    |                         |
| Mělník                                             |                         | Dobřeň (Dobřin)                                                        | 1995                    |                         |
| Mělník                                             |                         | Nosálov (Nosadl), OT von Liběchov                                      | 1995                    |                         |
| Mělník                                             |                         | Nové Osinalice (Neu-Wosnalitz)                                         | 1995                    |                         |
| Mělník                                             |                         | Olešno (Woleschno), OT von Mšeno                                       | 1995                    |                         |
| Mladá Boleslav                                     |                         | Mužský (Musky)                                                         | 1995                    |                         |
| Mladá Boleslav                                     |                         | Víska (Wiska)                                                          | 1995                    |                         |
| Nymburk                                            |                         | Bošín (Boschin)                                                        | 1995                    |                         |
| Praha-západ                                        |                         | Dobrovíz (Dobrowis)                                                    | 1995                    |                         |
| Příbram                                            |                         | Drahenice (Drahenitz)                                                  | 1995                    |                         |
| Jihočeský kraj (Südböhmische Region)               |                         |                                                                        |                         |                         |
| České Budějovice                                   |                         | Holašovice (Hollschowitz)                                              | 1995                    |                         |
| České Budějovice                                   |                         | Malé Chrášťany (Chrastian)                                             | 1995                    |                         |
| České Budějovice                                   |                         | Mazelov (Maselow)                                                      | 1995                    |                         |
| České Budějovice                                   |                         | Plástovice (Plastowitz)                                                | 1995                    |                         |
| České Budějovice                                   |                         | Záboří (Saboř)                                                         | 1995                    |                         |
| Prachatice                                         |                         | Dobrá (Guthausen)                                                      | 1995                    |                         |
| Prachatice                                         |                         | Stachy (Stachau)                                                       | 1995                    |                         |
| Prachatice                                         |                         | Vodice (Woditz)                                                        | 1995                    |                         |
| Prachatice                                         |                         | Volary (Wallern)                                                       | 1995                    |                         |
| Strakonice                                         |                         | Nahořany (Nahořan)                                                     | 1995                    |                         |
| Tábor                                              |                         | Klečaty (Kletschat)                                                    | 1995                    |                         |
| Tábor                                              |                         | Komárov (Komarau)                                                      | 1995                    |                         |
| Tábor                                              |                         | Mažice (Maschitz)                                                      | 1995                    |                         |
| Tábor                                              |                         | Vlastiboř (Wlastiborsch)                                               | 1995                    |                         |
| Tábor                                              |                         | Zálší (Salschi)                                                        | 1995                    |                         |
| Tábor                                              |                         | Záluží (Salusch)                                                       | 1995                    |                         |
| Plzeňský kraj (Pilsner Region)                     |                         |                                                                        |                         |                         |
| Klatovy                                            |                         | Dobršín (Doberschin)                                                   | 1995                    |                         |
| Plzeň-město                                        |                         | Plzeň 2-Božkov (Pilsen-Boschkow)                                       | 1995                    |                         |
| Plzeň-město                                        |                         | Plzeň 2-Koterov (Pilsen-Kotterow)                                      | 1995                    |                         |
| Plzeň-město                                        |                         | Plzeň 8-Černice (Pilsen-Černitz)                                       | 1995                    |                         |
| Rokycany                                           |                         | Ostrovec (Ostrowetz)                                                   | 1995                    |                         |
| Karlovarský kraj (Karlsbader Region)               |                         |                                                                        |                         |                         |
| Cheb                                               |                         | Doubrava (Taubrath)                                                    | 1995                    |                         |
| Cheb                                               |                         | Nový Drahov, OT von Třebeň (Rohr)                                      | 1995                    |                         |
| Ústecký kraj (Aussiger Region)                     |                         |                                                                        |                         |                         |
| Děčín                                              |                         | Rumburk, ul. Šmilovského (Rumburg, früher Scheibegasse)                | 1995                    |                         |
| Litoměřice                                         |                         | Starý Týn, OT von Úštěk (Altthein)                                     | 1995                    |                         |
| Ústí nad Labem                                     |                         | Zubrnice (Saubernitz)                                                  | 1995                    |                         |
| Liberecký kraj (Reichenberger Region)              |                         |                                                                        |                         |                         |
| Česká Lípa                                         |                         | Janovice, OT von Kravaře (Johnsdorf)                                   | 1995                    |                         |
| Česká Lípa                                         |                         | Lhota, OT von Dubá (Wellhütte, OT von Dauba)                           | 1995                    |                         |
| Česká Lípa                                         |                         | Rané, OT von Kravaře (Morgendorf)                                      | 1995                    |                         |
| Česká Lípa                                         |                         | Žďár, OT von Doksy (Zdiar)                                             | 1995                    |                         |
| Jablonec nad Nisou                                 |                         | Jizerka (Klein Iser)                                                   | 1995                    |                         |
| Jablonec nad Nisou                                 |                         | Železný Brod-Trávníky (Eisenbrod-Travniky)                             | 1995                    |                         |
| Semily                                             |                         | Horní Štěpanice, OT von Benecko (Ober Stepanitz)                       | 1995                    |                         |
| Semily                                             |                         | Karlov, OT von Lomnice nad Popelkou (Karlshof, Lomnitz an der Popelka) | 1995                    |                         |
| Královéhradecký kraj (Königgrätzer Region)         |                         |                                                                        |                         |                         |
| Jičín                                              |                         | Vesec (Wesetz)                                                         | 1995                    |                         |
| Náchod                                             |                         | Křinice (Weckersdorf)                                                  | 1995                    |                         |
| Pardubický kraj (Pardubitzer Region)               |                         |                                                                        |                         |                         |
| Chrudim                                            |                         | Hlinsko v Čechách (Hlinsko, Skansen Betlém)                            | 1995                    |                         |
| Kraj Vysočina (Region Hochland)                    |                         |                                                                        |                         |                         |
| Třebíč                                             |                         | Dešov (Deschau)                                                        | 1995                    |                         |
| Žďár nad Sázavou                                   |                         | Krátká (Kratka)                                                        | 1995                    |                         |
| Žďár nad Sázavou                                   |                         | Křižánky (Krischanek)                                                  | 1995                    |                         |
| Jihomoravský kraj (Südmährische Region)            |                         |                                                                        |                         |                         |
| Břeclav                                            |                         | Pavlov (Pollau)                                                        | 1995                    |                         |
| Hodonín                                            |                         | Blatnice (Groß Blatnitz)                                               | 1995                    |                         |
| Hodonín                                            |                         | Petrov, Vinné sklepy Plže (Petrau, Weinkeller in Schanzen)             | 1983                    |                         |
| Olomoucký kraj (Olmützer Region)                   |                         |                                                                        |                         |                         |
| Olomouc                                            |                         | Příkazy (Brikaß)                                                       | 1995                    |                         |
| Moravskoslezský kraj (Mährisch-schlesische Region) |                         |                                                                        |                         |                         |
| Bruntál                                            |                         | Heřmanovice (Hermannstadt)                                             | 1995                    |                         |
| Opava                                              |                         | Lipina (Lippein)                                                       | 1995                    |                         |
| Zlínský kraj (Region Zlin)                         |                         |                                                                        |                         |                         |
| Kroměříž                                           |                         | Rymice-Hejnice (Rimnitz)                                               | 1995                    |                         |
| Uherské Hradiště                                   |                         | Veletiny-Stará Hora (Welletein)                                        | 1995                    |                         |
| Uherské Hradiště                                   |                         | Vlčnov, Kojiny (Wiltschnau, Weinhäuser Kojiny)                         | 1995                    |                         |